# أركاديو لوبيز
أركاديو لوبيز (بالإسبانية: Arcadio López)‏ (15 سبتمبر 1910 - تاريخ الوفاة غير معلوم) لاعب كرة قدم أرجنتيني راحل كان يجيد اللعب في خط الوسط.
لعب طوال مسيرته الرياضية في نادي سبورتيفو بوينس آيرس.
شارك مع منتخب الأرجنتين في بطولة كأس العالم 1934 في إيطاليا حيث خرج من الدور الثمن النهائي.

## وصلات خارجية
- أركاديو لوبيز على موقع الاتحاد الدولي (مؤرشف)  (الإنجليزية)
- أركاديو لوبيز على موقع قاعدة بيانات كرة القدم.إي يو (الإنجليزية)
- أركاديو لوبيز على موقع ناشيونال فوتبول تيمز (الإنجليزية)
- أركاديو لوبيز على موقع Soccerway.com (الإنجليزية)
- أركاديو لوبيز على موقع عالم كرة القدم.نت (الإنجليزية)
- هذا سيرة ذاتية